# Arsen Galstjan
Arsen Zjorajevitsj Galstjan (Russisch: Арсен Жораевич Галстян, Armeens: Արսեն Ժիրայրի Գալստյանը) (Nerkin Karmiraghbyur, 19 februari 1989) is een Russisch judoka van Armeense afkomst. Hij won op zaterdag 28 juli 2012 Ruslands eerste gouden medaille bij de Olympische Spelen van 2012. In de klasse tot 60 kilogram was hij in de finale te sterk voor de Japanner Hiroaki Hiraoka, die hij na 41 seconden versloeg op ippon. 

## Erelijst

### Olympische Spelen
- 2012 – Londen, Verenigd Koninkrijk (– 60 kg)

### Wereldkampioenschappen
- 2010 – Tokio, Japan (– 60 kg)

### Europese kampioenschappen
- 2009 – Tbilisi, Georgië (– 60 kg)
- 2011 – Istanboel, Turkije (– 60 kg)
- 2016 – Kazan, Rusland (– 66 kg)

1980: Thierry Rey ·
1984: Shinji Hosokawa ·
1988: Kim Jae-yup ·
1992: Nasim Gusseinov ·
1996: Tadahiro Nomura ·
2000: Tadahiro Nomura ·
2004: Tadahiro Nomura ·
2008: Choi Min-ho ·
2012: Arsen Galstjan ·
2016: Beslan Moedranov ·
2020: Naohisa Takato ·
2024: Yeldos Smetov